# Gián núi Cape
Gián núi Cape, Giáp khổng lồ hay Gián núi Table (tên khoa học Aptera fusca) là một loài gián lớn phổ biến rộng rãi trên thảm thực vật thấp trong khu vực mở  trong quần xã sinh vật cây bụi của Cape Tây của khu vực Nam Phi. Con cái trưởng thành có thể dài từ 30 đến 40 mm (1,2-1,6 in). Con đực nhỏ hơn một chút (chiều dài cơ thể 29 mm (1.1 in)) và có cánh màu nâu sẫm, mà không có ở con cái.